# Liste deutschsprachiger Selfpublisher
Diese Liste umfasst deutschsprachige Autoren bzw. Selfpublisher (andere (Selbst-)Bezeichnungen: Selbstverleger oder Indie-Autoren) mit eigenem Wikipedia-Artikel, die  Selbstpublikationen im Selbstverlag oder/und über Dienstleistungsunternehmen wie Selbstkostenverlage oder Self-Publishing-Plattformen veröffentlicht haben. Für mit einem „H“ (=Hybridautor) gekennzeichnete Autoren sind auch Publikationen in Verlagen nachzuweisen.

## A
- Hans-Gerd Adler (* 1941)
- Cliff Allister (* 1957), H
- Poppy J. Anderson (* 1983), H
- Ingeborg Arlt (* 1949), H
- Kajsa Arnold (* 1964), H
- Wolf-Rüdiger Arnold (* 1939), H

## B
- Gundula Barsch (* 1958), H
- Rudolph Bauer (* 1939), H
- Nora Bendzko (* 1994), H
- Wilfried Bergholz (* 1953), H
- Elke Bergsma (* 1968), H
- Horst Beyer (1940–2017)
- Gabriele Beyerlein (* 1949), H
- Michel F. Bolle (* 1970)
- Emily Bold (* 1980), H
- Josef Bordat (* 1972), H
- Nikolaus Breuel (* 1960), H
- Lutz Büge (* 1964), H

## C
- Saskia Calden (* 1977), H
- Dagmar Chidolue (* 1944), H

## D
- Zeno Diegelmann (* 1974), H
- Anne E. Dünzelmann (* 1941), H

## E
- Martin Ebbertz (* 1962), H
- Magdalene Ehlers (1923–2016), H
- Gotthart A. Eichhorn (* 1941)

## F
- Sam Feuerbach (* 1962)
- Ursula Flacke (* 1949), H
- Christo Foerster (* 1977), H
- Armin Foxius (* 1949), H
- Thomas Fuchs (* 1964), H
- Manfred H. Freude (* 1948)
- Wilhelm Ruprecht Frieling (* 1952)

## G
- Alexandra Gentara (* 1974), H
- Marie Graßhoff (* 1990), H
- Alexander Günsberg (* 1947), H
- Herbert Günther (* 1952), H

## H
- Gerhard Habarta (1939–2022), H
- Hanswilhelm Haefs (1935–2015), H
- Murat Ham (* 1975), H
- Ryke Geerd Hamer (1935–2017)
- Claudia Hämmerling (* 1954)
- Patricia Hanebeck (* 1986)
- Trutz Hardo (* 1939), H
- Jürgen Heimlich (* 1971), H
- Tino Hemmann (* 1967)
- Ralf Bernd Herden (* 1960), H
- Gerd Harald Herold (* 1945), H
- Hanskarl Hoerning (1931–2021), H
- Helmut Hofbauer (* 1973), H
- Bernd Franco Hoffmann (* 1961), H
- Kurt Hoffmeister (1924–2020), H
- Marcus Hünnebeck (* 1971), H

## I
- Thomas Illi (* 1957), H

## J
- Kay Jacobs (* 1961), H
- Birgit Jaeckel (* 1980), H
- Sameena Jehanzeb (* 1981), H

## K
- Friedrich Kalpenstein (* 1971), H
- Helmut F. Kaplan (* 1952), H
- Ulrich Karger (* 1957), H
- Karl Kases (* 1951)
- Mona Kasten (* 1992), H
- Mignon Kleinbek (* 1964), H
- Linda Maria Koldau (* 1971), H
- Lutz Kreutzer (* 1959), H
- Alexander Kühl (* 1973), H

## L
- Annie Laine (* 1995), H
- Roland Lampe (* 1959), H
- Siegfried Langer (* 1966), H
- Gerd Laudert (* 1954), H
- Wolfgang Leonhardt (* 1942), H
- Kay Löffler (* 1958), H
- Günter von Lonski (* 1943), H
- Nika Lubitsch (* 1953), H

## M
- Matthias Matting (* 1966), H
- Michael Meisheit (* 1972), H
- Freya Miles (* 1986), H
- Margret Dorothea Minkels (* 1950)
- Alexandra Motschmann (* 1966), H
- Hans Mühlethaler (1930–2016), H
- Klaus-Dieter Müller (* 1951), H
- Sina Müller (* 1977), H
- Hanni Münzer (* 1965), H

## N
- Tanja Neise (* 1973), H
- Heinz-Ulrich Nennen (* 1955), H
- Nele Neuhaus (* 1967), H
- Markolf Niemz (* 1964), H
- Bernd Niquet (* 1956), H

## O
- Jenna Oellrich (* 1988), H
- Anya Omah (* 1984), H
- Laini Otis (* 1978), H

## P
- Hans-Henning Paetzke (* 1943), H
- Ivo Pala (* 1966), H
- Susanne Pavlovic (* 1972), H
- Phillip P. Peterson (* 1977), H
- Marc Pierschel (* 1978)
- Ilse Pohl (1907–2010)
- Franz Preitler (* 1963), H
- Gunter Preuß (1940–2025), H
- Dieter Prokop (* 1941), H
- Madeleine Puljic (* 1986), H

## R
- Jolan Rieger (* 1931), H
- Linda Vera Roethlisberger (* 1956), H
- Julia K. Rodeit (* 1977), H
- Petra Röder (1969–2018), H
- Ferdinand Rohrhirsch (1957–2018), H
- Alexander Rossa (* 1967), H

## S
- Nancy Salchow (* 1981), H
- Thomas Sailer (* 1987), H
- Sarah Saxx (* 1982), H
- Bodo Schiffmann (* 1968), H
- B. C. Schiller, (Sammelpseudonym von Barbara und Christian Schiller), H
- Manfred Schlüter (* 1953), H
- Gabi Schmid (* 1965), H
- Rose Snow, Autorenduo, H
- Sylvia Schopf (* 1956), H
- Tanja Schumann (* 1962)
- C. R. Scott (* 1984), H
- Klaus Seibel (* 1959), H
- Catherine Shepherd (* 1972)
- Nasrin Siege (* 1950), H
- Pete Smith (* 1960), H
- Harald Specht (* 1951), H
- Friedemann Steiger (* 1938), H
- Nica Stevens (* 1976), H
- Matthias Stiehler (* 1961), H
- Andreas Suchanek (* 1982), H

## T
- Matthias Teut (* 1968)
- Ella Theiss (* 1951), H
- Rudolf F. Thomas (* 1950), H
- Mathias Tietke (* 1959), H
- Ulf Torreck (* 1973), H
- Joshua Tree (* 1986), H
- Gerd Trommer (* 1941), H
- Dirk Trost (* 1957), H

## V
- Mira Valentin (* 1977), H
- Arnis Vilks (* 1956), H

## W
- Greg Walters (* 1980), H
- Marc Weiherhof (* 1985), H
- Eckhard Weise (* 1949), H
- Clara Welten (* 1967)
- Antonia C. Wesseling (* 1999), H
- Jonas Winner (* 1966), H
- Katharina Wolf (* 1984), H
- Gudrun Wolfschmidt (* 1951), H
- Eduard Wollitz (1928–2022), H
- Marah Woolf (* 1971), H
- Gerrit Wustmann (* 1982), H

## Z
- Christa Zeuch (* 1941), H
- Holger Zürch (* 1967), H